# Пётр Великий (атомный крейсер)

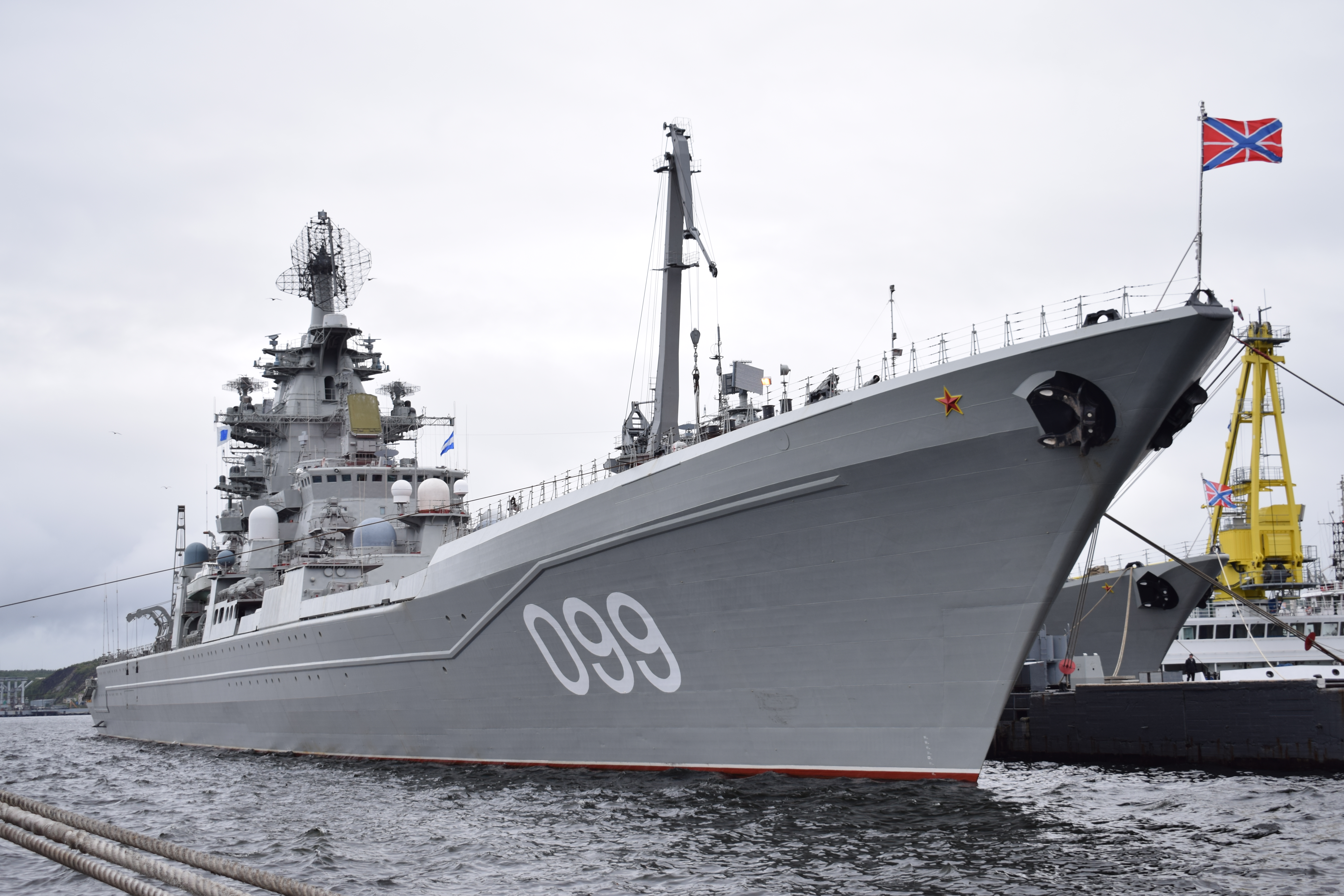
«Пётр Великий» в порту.

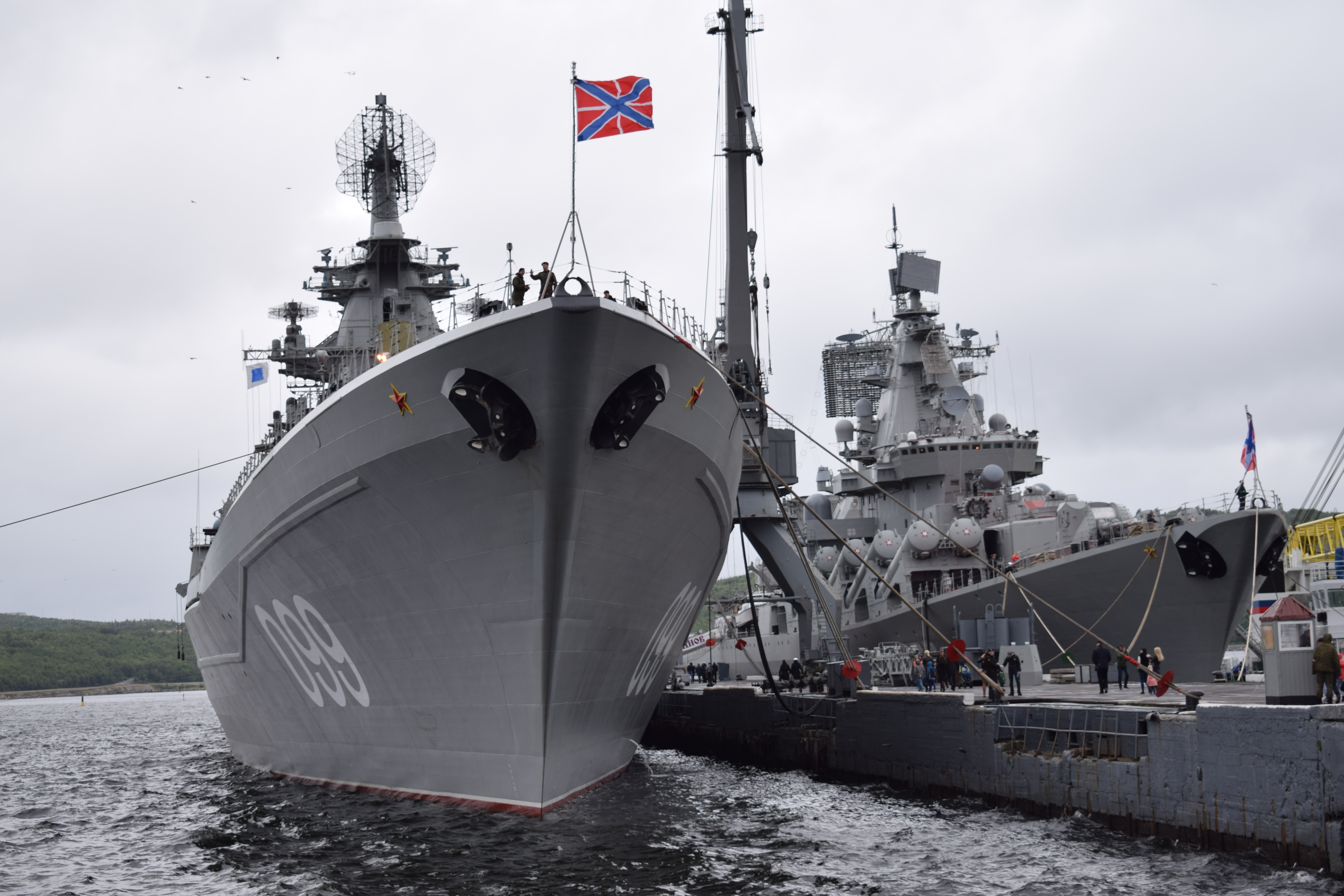
ТАРК «Пётр Великий» (слева) и «Маршал Устинов»

«Пётр Вели́кий» — тяжёлый атомный ракетный крейсер ВМФ РФ. Четвёртый по счёту и один из двух находящийся в боевом строю корабль проекта 1144.2 «Орлан». Проектировщик корабля — Северное проектно-конструкторское бюро.
Крейсер был заложен 11 марта 1986 года на стапеле Балтийского завода (при закладке именовался «Куйбышев», потом — «Юрий Андропов»). 29 апреля 1989 года спущен на воду. Переименован в «Пётр Великий» указом Президента РФ Бориса Ельцина 22 апреля (1 октября?) 1992 года. 18 апреля 1998 году поднят флаг и вступил в состав ВМФ РФ.
При названии атомного крейсера «Юрий Андропов» носил бортовой номер 183, но 22 апреля 1992 года получил название «Пётр Великий», бортовой номер — 099 получил в 1998 году после ходовых испытаний и ввода в эксплуатацию.

## Конструкция
Это один из самых больших в мире действующий не авианосный ударный боевой корабль.

### ОсновныеТТХ
- Длина: 250,1 м (наибольшая)
- Ширина: 25,0 м (по ватерлинии)
- Высота от уровня основной плоскости: 59,0 м
- Осадка: 10,3 м (по носовому бульбу)
- Водоизмещение стандартное: 23 750 тонн
- Водоизмещение полное: 25 860 тонн
- Энергетическая установка: 2 ядерных реактора типа КН-3 (300 МВт), 2 вспомогательных котла, две турбины по 70 тыс. л. с. (всего 140 тыс. л. с.), 4 электростанции суммарной мощностью 18 МВт, 4 паротурбогенератора мощностью 3 МВт, 4 газотурбогенератора по 1.5 МВт, два гребных вала
- Скорость: 32 узла (59 км/час)
- Автономность плавания — 60 суток по продовольствию и запасам, 3 года по топливу

### Конструкция корпуса и надстройки
Длина 49 внутренних коридоров корабля — более 20 километров. Корабль имеет 6 палуб, 8 ярусов. Высота фок-мачты от уровня основной плоскости — 59 метров.

### Энергетическая установка
Мощная ядерная энергетическая установка крейсера позволяет ему развивать скорость в 32 узла (60 км/час) и рассчитана на эксплуатацию в течение 50 лет. Для сравнения: крейсер «Пётр Великий» способен обеспечить электричеством и теплом город на 150—200 тысяч жителей.

### Экипаж
Экипаж крейсера — 744 человека (101 офицер, 130 мичманов, 513 матросов) +18 человек — лётный персонал. Они размещены в 1600 помещениях корабля, среди которых — 140 одно- и двухместных кают для офицеров и мичманов, 30 кубриков для матросов и старшин (на 8—30 человек каждый), 220 тамбуров. Экипаж располагает 15 душевыми, двумя банями, сауной с бассейном 6 × 2,5 м, двухуровневым медицинским блоком с лазаретами-изоляторами, аптекой, рентгеновским и стоматологическими кабинетами, амбулаторией, операционной, спортзалом, оборудованным тренажёрами, тремя кают-компаниями для мичманов, офицеров и адмиралов, салоном для отдыха с бильярдом и роялем. Есть также внутрикорабельная телестудия и 12 бытовых телевизоров в каютах и кубриках, не считая 30 мониторов для просмотра передач, которые транслируются по кабельным сетям корабля.

## Вооружение
«Пётр Великий» имеет возможность поражения крупных надводных целей и защиты морских соединений от атак с воздуха и подводных лодок противника. У него неограниченная дальность плавания, он оснащён ударными крылатыми ракетами, способными поражать цели на расстоянии до 625 километров.
«Пётр Великий» оснащён противокорабельным ракетным комплексом «Гранит» (разработано «НПО машиностроения»), оборудовано 20 пусковых установок СМ-233 с усовершенствованными высокоточными противокорабельными крылатыми ракетами П-700 «Гранит», установленных под верхней палубой, с углом возвышений 60 градусов. Длина ракеты — 10 м, калибр — 0,85 м, стартовая масса — 7 т. Боевая головка — моноблок в ядерном (500 кт), обычном (750 кг взрывчатого вещества) снаряжении или топливно-воздушный боезаряд (объёмного взрыва). Дальность стрельбы — 700 км, скорость полёта — 1,6—2,5 М. Ракеты, имея многовариантную программу атаки целей и повышенную помехозащищённость, предназначены для нанесения ударов по групповым целям. При залповой стрельбе одна из них следует на большой высоте для увеличения дальности обнаружения противника, обмениваясь информацией с остальными, которые буквально стелются над поверхностью воды. В случае уничтожения ракеты-лидера её место автоматически занимает одна из ведомых ракет.
Загоризонтное целеуказание и наведение может осуществляться самолётом Ту-95РЦ, вертолётом Ка-25Ц или космической системой разведки и целеуказания.
На корабле установлен противовоздушный комплекс «Риф» С-300Ф, имеется 12 ПУ и 96 ракет вертикального пуска.
Также имеется автономная корабельная противовоздушная система «Кинжал». Каждая подпалубная ПУ барабанного типа имеет по 8 одноступенчатых твердотопливных телеуправляемых ракет 9М330-2, суммарный запас — 128 ракет.
Крейсер вооружён зенитным ракетно-артиллерийским комплексом «Кортик», обеспечивающим самооборону от ряда «точных» вооружений, включая противокорабельные и противорадиолокационные ракеты, авиабомбы, самолёты и вертолёты, малотоннажные корабли. Каждая установка имеет по две 30-мм шестиствольные артиллерийские установки АК-630М1-2 с двумя автоматами АО-18 по схеме «Гатлинга» с суммарной скорострельностью 10 000 в/мин и два блока по 4 двухступенчатые ракеты 9М311 (SA-N-11) с осколочно-стержневой боевой частью и неконтактным взрывателем. В подбашенном отделении находится ещё 16 ракет. Ракеты унифицированы с ракетой комплекса 2С6 «Тунгуска». Система управления ЗРК «Кортик» состоит из радиолокационной и телевизионной систем, связанных между собой с использованием элементов искусственного интеллекта. Две установки ЗРК «Кортик» расположены в носовой части корабля по обе стороны от ПУ «Гранит», а четыре другие — в кормовой части главной надстройки.

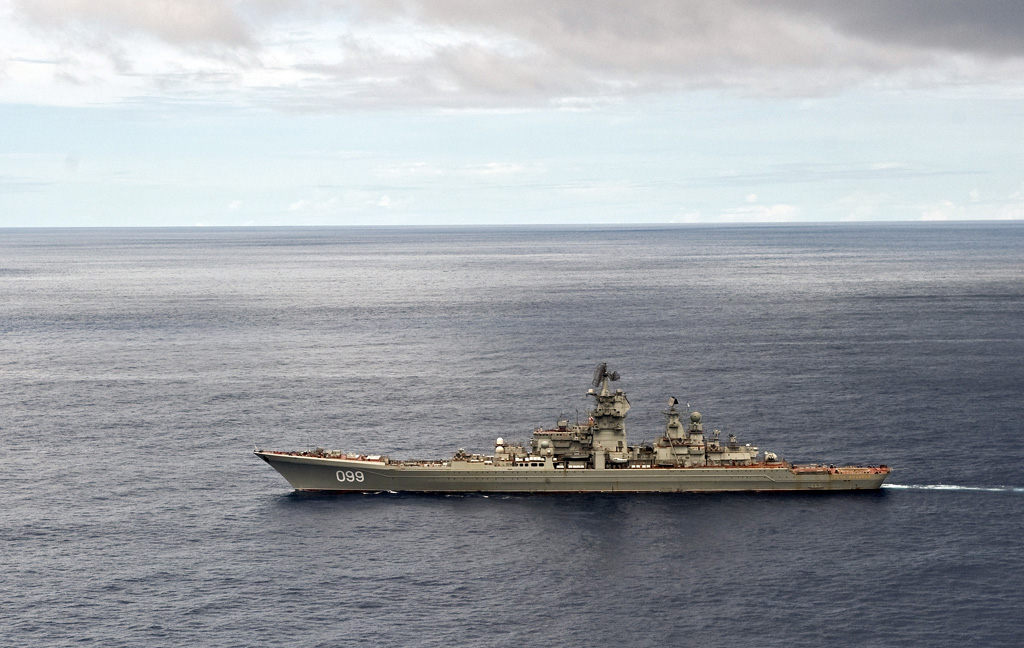
«Пётр Великий» в мае 2010 года

Кроме того, крейсер «Пётр Великий» оснащён 130-мм многоцелевыми спаренными артустановками «АК-130» (длина стволов — 70 калибров, 840 снарядов) с дальностью стрельбы до 25 км. Скорострельность — от 20 до 80 выстрелов в минуту. Масса осколочно-фугасного снаряда — 27 кг, имеет ударный, дистанционный и радиовзрыватели. Готовый к стрельбе боезапас — 180 снарядов. Система управления стрельбой МР-184 позволяет производить одновременное сопровождение и обстрел двух целей.
Крейсер также вооружён двумя противолодочными (по 5 ПУ на борт) ракетно-торпедными 533-мм комплексами РПК-6М «Водопад», ракето-торпеды которого способны поражать подводные лодки противника на дальности до 50 км. В качестве боевой головки используется малогабаритная торпеда УМГТ-1. Ракета ныряет в воду, взлетает в воздух и доставляет торпеду в район цели, а там уже слово за УМГТ-1, которая снова ныряет в воду.
Для борьбы с торпедами противника крейсер «Пётр Великий» имеет противоторпедный комплекс РКПТЗ-1М «Удав-1М» (10 труб направляющих, автоматическая конвейерная перезарядка, время реакции — 15 сек., максимальная дальность — 3000 м, минимальная — 100 м, вес ракеты — 233 кг). Реактивные бомбомётные установки на «Петре Великом» размещены следующим образом: одна десятитрубная РБУ-12000 (дальность стрельбы — 3000 м, масса снаряда — 80 кг) установлена в носовой части корабля на поворотной платформе, две шеститрубные РБУ-1000 «Смерч-3» (дальность — 1000 м, масса снаряда — 55 кг) — в кормовой части на верхней палубе по обоим бортам. Общекорабельные средства противодействия включают в себя две спаренные 150-мм ПУ ПК-14 (комплекса выстреливаемых помех), противоэлектронные ловушки, ложные цели, а также буксируемую ложную торпедную цель с мощным шумогенератором.
На борту крейсера базируются два противолодочных вертолёта Ка-27.
Радиолокационные средства РЭП/РЭБ «Пётр Великий» включают 16 станций трёх типов. Общекорабельные средства слежения, сопровождения и целеуказания состоят из двух станций космической связи (САТСОМ), четырёх станций космической навигации (САТПАУ) и четырёх специальных электронных станций. За воздушно-надводной обстановкой следят всепогодные трёхкоординатные РЛС «Фрегат-М2», обнаруживающие цели на дальности более 300 км и высотах до 30 км.
Крейсер имеет также три навигационные станции, четыре радиоэлектронные системы управления стрельбой бортового оружия, средства управления полётами вертолётов и систему опознавания «свой-чужой».
Гидроакустическая система корабля включает в себя гидролокатор с корпусной антенной для поиска и обнаружения подводных лодок на низких и средних частотах и буксируемую автоматизированную гидроакустическую систему с антенной переменной глубины погружения (150—200 м) — на средних частотах.
В 2016 году Информационное агентство «ТАСС», опираясь на нераскрытый источник в судостроительной отрасли, сообщило, что в ходе модернизации в 2019—2022 годах в вооружение крейсера планируется добавить гиперзвуковые противокорабельные ракеты «Циркон», сверхзвуковые универсальные противокорабельные ракеты среднего радиуса действия П-800 «Оникс», крылатые ракеты «Калибр». Ракеты будут запускаться из универсальных пусковых установок 3С14.
29 ноября 2018 года американское издание The National Interest опубликовало список из пяти самых смертоносных боевых кораблей ВМФ России, который возглавил тяжёлый атомный ракетный крейсер «Пётр Великий».

## История строительства

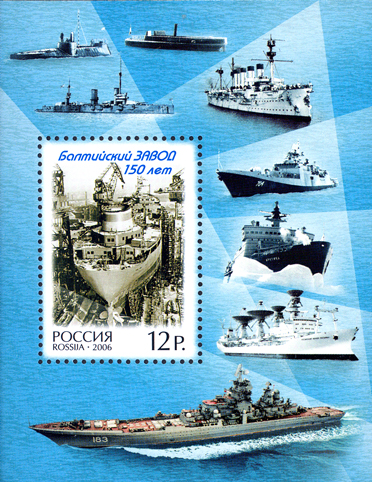
Крейсер «Юрий Андропов» (внизу) на почтовом блоке России 2006 года, посвящённом Балтийскому заводу

К строительству последнего корабля проекта 1144 завод приступил в 1986 году. Через 10 лет крейсер ушёл на ходовые испытания. В соответствии с планом государственных испытаний ходовая программа выполнялась в суровых условиях Заполярья. В 1992—1994 год пароход «Адмирал» снабжал строящийся крейсер теплом.

## История службы

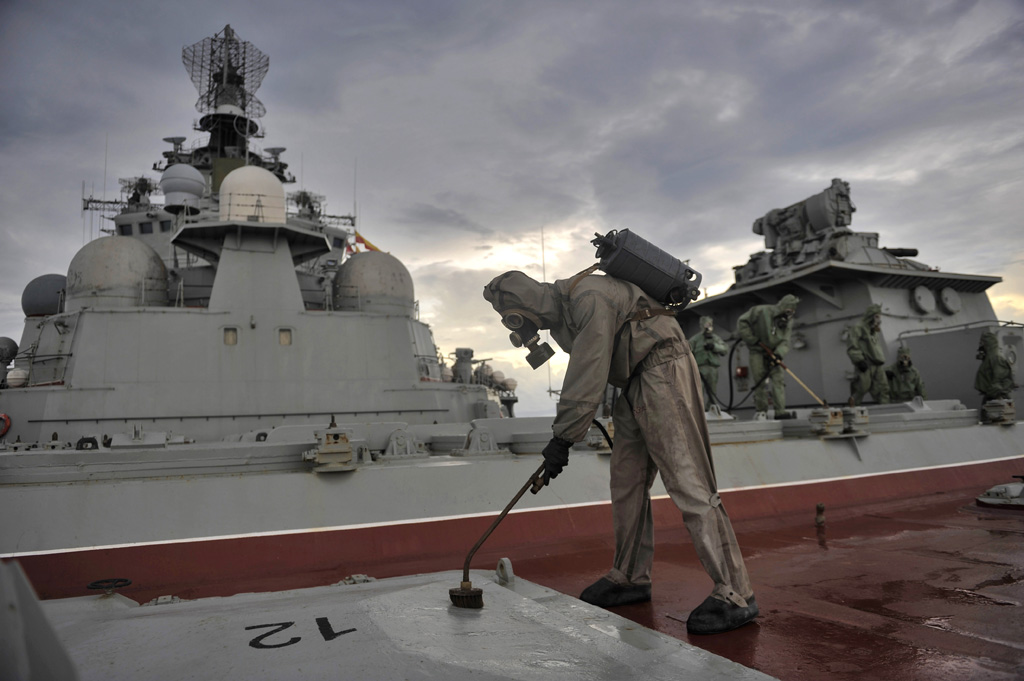
Учения на крейсере во время похода 2010 года

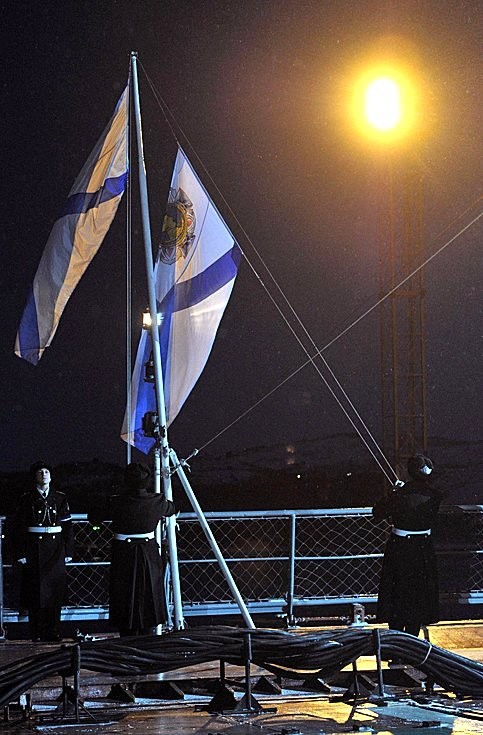
На крейсере поднят орденский военно-морской флаг с изображением ордена Нахимова.
Североморск, 10 января 2013 года

27 октября 1996 года в носовом машинно-котельном отделении произошёл разрыв паропровода, находящегося под давлением в 35 атмосфер и температурой сухого пара +300 °C. Погибло два матроса и трое рабочих сдаточной команды. При расследовании причины было выявлено, что лопнувшая труба была установлена в 1989 году и по толщине и марке стали не соответствовала проекту. 9 апреля 1998 года атомный крейсер передан флоту под именем «Пётр Великий».
Несмотря на то, что срок гарантийных обязательств Балтийского завода истёк, предприятие, впервые в мировой практике, продолжает осуществлять техническое обслуживание крейсера. Такое решение командование ВМФ приняло в связи с тем, что личный состав корабля не имел достаточных навыков по обслуживанию и эксплуатации оборудования крейсера. По условиям государственного контракта, Балтийский завод продолжит техническое сопровождение «Петра Великого» до первого планового ремонта в 2008 году.
В ночь с 12 на 13 августа 2000 года крейсер первым обнаружил и бросил якорь на месте катастрофы АПКР «Курск», погибшей в результате взрыва торпед на борту, в ожидании спасательных судов. Перед этим он был учебной целью торпедной атаки этой подлодки и предпринимал действия для защиты от неё. Также крейсер патрулировал местность во время подъёма «Курска».
В октябре 2008 года прошёл через Гибралтарский пролив в Средиземное море.
В декабре 2008 года принял участие в совместных военно-морских учениях РФ и Венесуэлы «ВЕНРУС-2008», начавшихся 1 декабря 2008 года в Карибском море. В отряд также входил противолодочный корабль «Адмирал Чабаненко».
По сообщению агентства РИА Новости, 13 февраля 2009 года крейсер задержал в Аденском заливе 3 судна сомалийских пиратов. Некоторые аналитики[кто?] отмечают, что ловить маломерные суда пиратов — это не та задача, для которой предназначен тяжёлый атомный крейсер.
30 марта 2010 года «Пётр Великий» вышел из Североморска для проведения учений в дальней морской зоне (старший похода — капитан 1 ранга С. Ю. Жуга), что ознаменовало собой начало крупнейших за последние годы учений ВМФ РФ в Мировом океане. Крейсер должен пройти через Атлантический, Индийский и Тихий океаны и прибыть на Дальний Восток, где с 28 июня по 8 июля 2010 года состоялись учения, приуроченные к 150-летию Владивостока. Поход «Петра Великого» продлится до ноября 2010 года. 4 апреля крейсер успешно прошёл через пролив Ла-Манш, 7 апреля совместно со сторожевым кораблём Балтийского флота «Ярослав Мудрый» — через Гибралтарский пролив и вышел в Средиземное море, после чего корабли разделились. 13—14 апреля «Пётр Великий» заходил в сирийский порт Тартус. 16 апреля прошёл через Суэцкий канал в Красное море, проследовав далее в Аденский залив и Индийский океан, совершая плавание совместно с ракетным крейсером «Москва» Черноморского флота.
28 июля 2012 года тяжёлый атомный ракетный крейсер «Пётр Великий» указом Президента РФ награждён орденом Нахимова «за мужество, самоотверженность и высокий профессионализм, проявленные личным составом корабля при выполнении боевых заданий командования». 10 января 2013 года Президент РФ В. В. Путин, во время своего визита в Североморск, вручил награду командиру крейсера. На корабле был поднят орденский военно-морской флаг с изображением ордена Нахимова.
С 3 сентября по 1 октября 2013 года совершил арктический поход во главе отряда кораблей и судов Северного флота, им было пройдено 4000 миль.
К 2014 году корабль прошёл в общей сложности 140 000 миль.
15 октября 2016 года в составе корабельной авианосной группы (возглавляемой ТАВКР «Адмирал Флота Советского Союза Кузнецов» и включающей также большие противолодочные корабли «Североморск» и «Вице-адмирал Кулаков» с судами обеспечения) вышел в поход в районы северо-восточной Атлантики и Средиземного моря. Вернулся в Североморск 9 февраля 2017 года. За этот дальний морской поход крейсер прошёл 18 тысяч морских миль.
По результатам 2016 года экипаж тяжёлого атомного ракетного крейсера стал лучшим среди ракетных крейсеров ВМФ РФ в соревнованиях на приз Главкома ВМФ России.
Летом 2017 года «Пётр Великий» совместно с атомной подводной лодкой проекта 941 типа «Акула» — ТК-208 «Дмитрий Донской» совершил переход на Балтийское море для участия в праздновании Дня Военно-морского флота РФ.
По планам Министерства обороны, крейсер должен пройти ремонт и глубокую модернизацию в 2019—2022 годах, после завершения работ над однотипным кораблём «Адмирал Нахимов».
14 июля 2023 года появилось сообщение о том, что крейсер будет списан после возвращения в строй «Адмирала Нахимова». 17 июля 2023 года эту информацию опроверг источник Северного флота

## Командиры крейсера

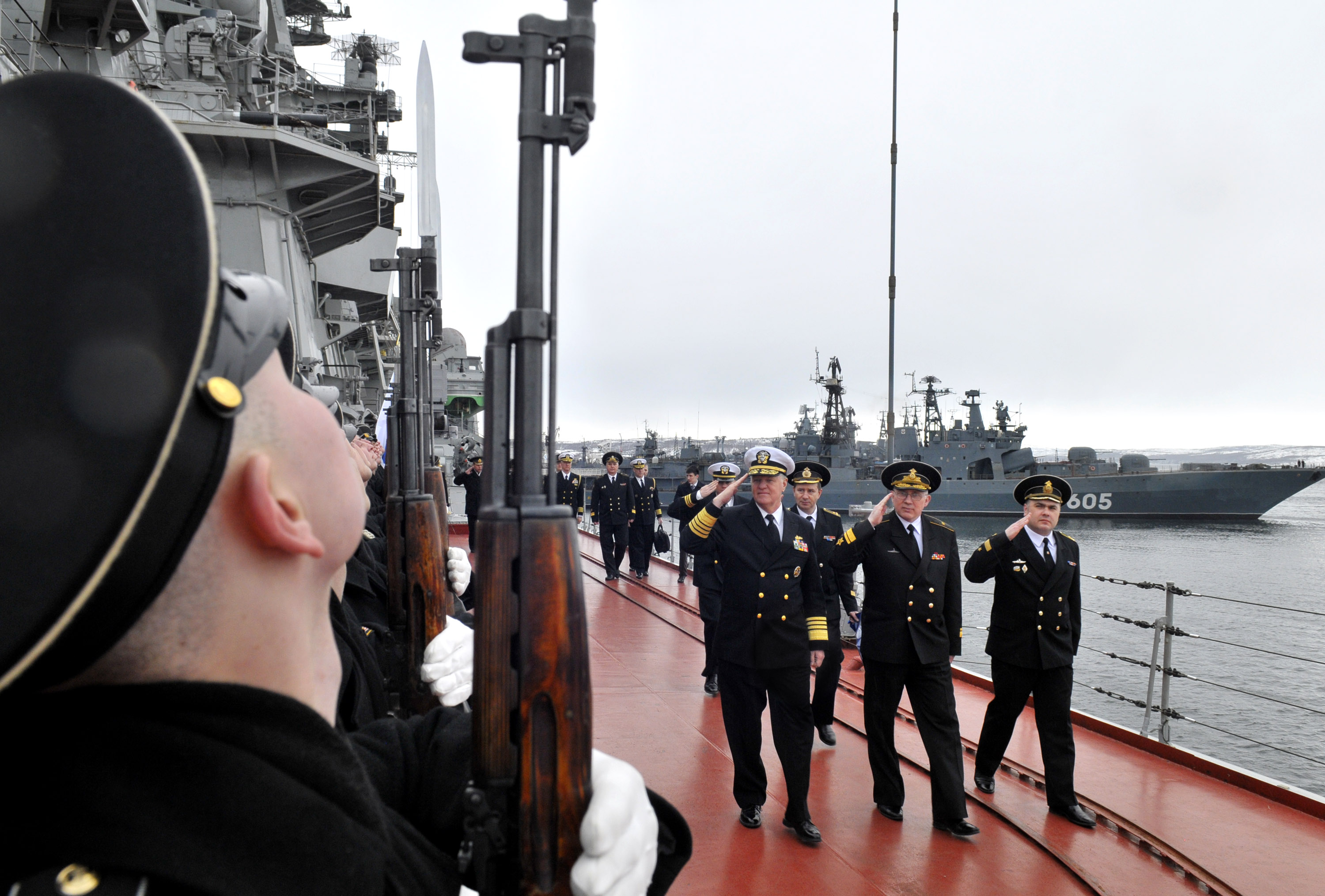
Посещение американской делегацией корабля «Пётр Великий» во время визита начальника штаба ВМС США Гари Рафхэда (первый ряд, крайний слева) в Североморск, апрель 2011. В первом ряду выполняют воинское приветствие адмирал Рафхед и врио командующего КСФ контр-адмирал Воложинский. На заднем плане БПК «Адмирал Левченко»

- Добрышев Евгений Николаевич — капитан 1 ранга (первый командир крейсера согласно Историческому журналу, под его руководством прошло формирование экипажа во Владивостоке, достройка корабля в Санкт-Петербурге и переход на Северный флот).
- Васильев Сергей Игоревич — капитан 1 ранга (под его руководством были пройдены государственные испытания и поднят флаг).
- Касатонов Владимир Львович — контр-адмирал (март 2000 — июль 2005), ныне адмирал, заместитель Главнокомандующего Военно-морским флотом с 2019 года.
- Якушев Владимир Анатольевич (2005—2008) — капитан 1 ранга, ныне контр-адмирал, командующий Приморской флотилией разнородных сил Тихоокеанского флота.
- Меньков Феликс Владимирович — капитан 1 ранга, ныне контр-адмирал, с 2021 года командир Крымской военно-морской базы Черноморского флота.
- Малаховский Владислав Владимирович — капитан 1 ранга.
- Никитин Игорь Александрович — капитан 1 ранга, ныне командир 43 дивизии ракетных кораблей Северного флота.
- Кузьмин Владимир Вячеславович, капитан 1 ранга, ныне начальник штаба 43 дивизии ракетных кораблей Северного флота.
- Пономарёв Артём Сергеевич — капитан 2 ранга.

## Иллюстрации

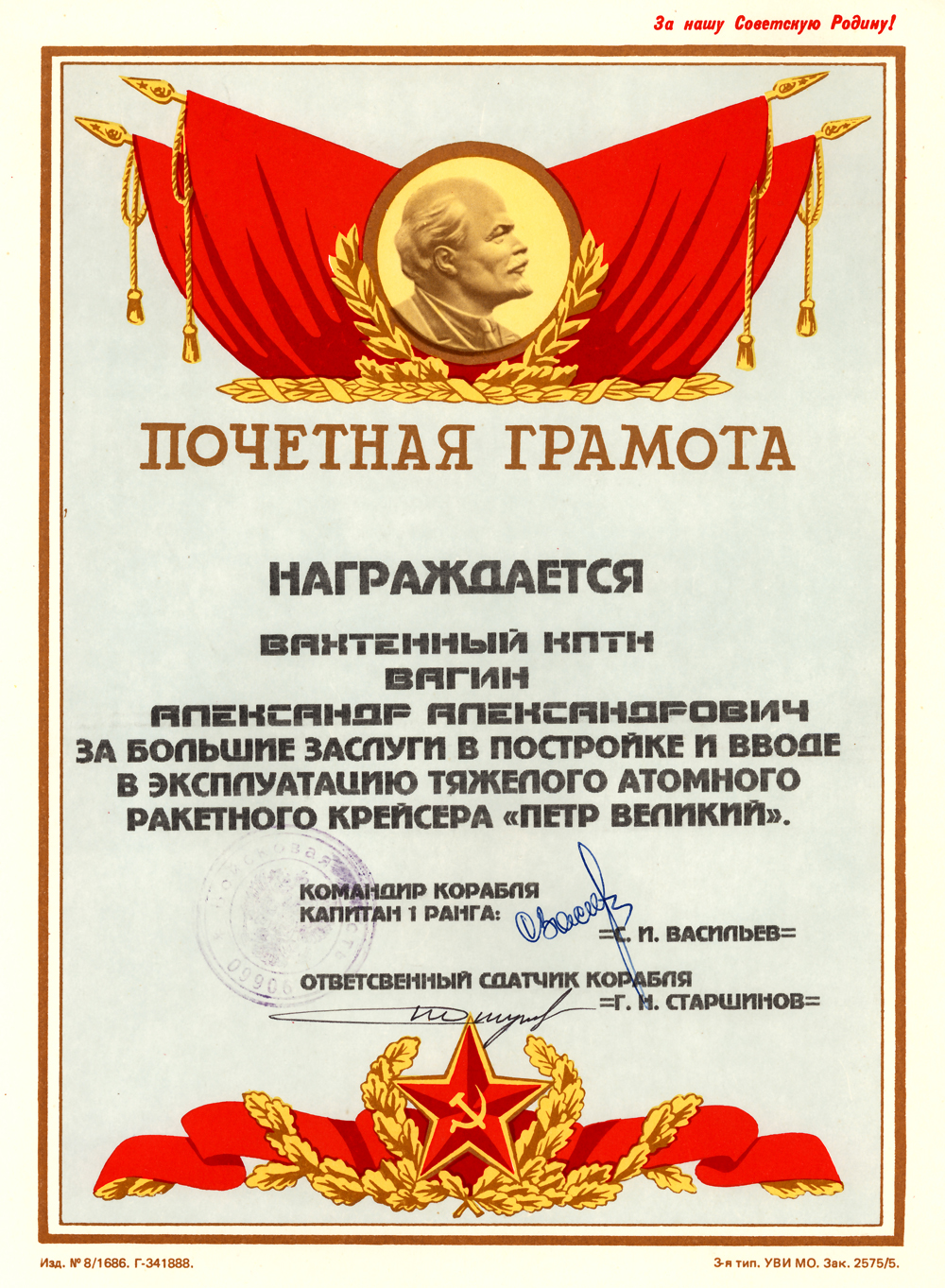
Грамота А. А. Вагину — вахтенному капитану крейсера
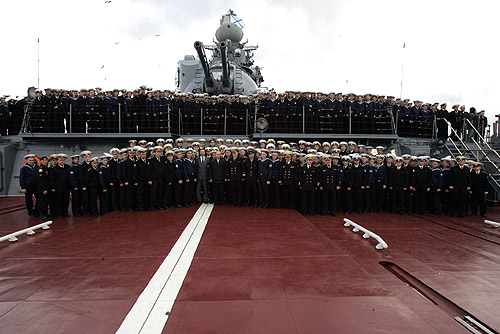
Команда крейсера в 2005 году